# Operacja Tungsten
Operacja Tungsten – rajd okrętów i lotnictwa morskiego Royal Navy w czasie II wojny światowej, którego celem był niemiecki pancernik „Tirpitz”. Celem operacji było uszkodzenie lub zniszczenie „Tirpitza” na jego kotwicowisku w Kaafiordzie w północno-wschodniej Norwegii, nim zostanie w pełni wyremontowany z uszkodzeń zadanych przez miniaturowe okręty podwodne typu X podczas operacji Source i będzie gotów do podjęcia działań bojowych przeciw alianckiej żegludze.
Brytyjską decyzję nalotu na Kaafiord uzasadniała obawa, że pancernik po osiągnięciu gotowości bojowej mógłby atakować strategicznie ważne konwoje dowożące zaopatrzenie wojenne dla ZSRR. Usunięcie zagrożenia stwarzanego przez „Tirpitza” mogło równocześnie pozwolić aliantom na skierowanie do innych zadań ciężkich okrętów, które trzymano w bazach nad Morzem Północnym z jego powodu. Po czterech miesiącach intensywnych przygotowań, okręty Home Fleet wyszły 30 marca 1944 roku w morze, a 3 kwietnia z pokładów pięciu lotniskowców wystartowały samoloty, które dokonały nalotu na Kaafiord. Rajd był dla Niemców zupełnym zaskoczeniem, a samoloty brytyjskie prawie nie napotkały oporu. Piętnaście bomb trafiło pancernik, a ostrzał z karabinów maszynowych myśliwców spowodował znaczne straty w ludziach. W czasie nalotu Brytyjczycy stracili dziewięciu lotników i cztery samoloty.
Zniszczenia, jakie spowodowały bomby, nie wystarczyły do zatopienia „Tirpitza”, ale 122 członków jego załogi zginęło, a 316 zostało rannych. Kriegsmarine postanowiła wyremontować pancernik, a prace zostały ukończone w połowie lipca. Od kwietnia do sierpnia 1944 roku Brytyjczycy kilkakrotnie atakowali „Tirpitza” w nadziei wydłużenia okresu jego niezdolności do walki, ale żaden z ataków nie przyniósł spodziewanego sukcesu. Ostatecznie „Tirpitz” został poważnie uszkodzony, a następnie zatopiony, przez ciężkie bombowce Royal Air Force pod koniec 1944 roku.

## Tło operacji
Zagrożenie, jakie stwarzał „Tirpitz”, miało ogromny wpływ na brytyjską strategię morską w czasie II wojny światowej. Okręt wszedł do służby w lutym 1941 roku, a szkolenie załogi zakończyło się jeszcze w tym samym roku. Mniej więcej w tym samym czasie najwyższe dowództwo niemieckie podjęło decyzję o przebazowaniu okrętu z Bałtyku do Norwegii; manewr ten został dokonany z zamiarem odstraszenia aliantów od ewentualnej inwazji Norwegii oraz przerwania tras konwojów wiozących przez Morze Arktyczne zaopatrzenie dla Związku Radzieckiego. Konwoje te przewoziły ogromne ilości materiałów wojennych z portów Wielkiej Brytanii i Islandii i były atakowane przez niemieckie siły powietrzne i morskie operujące z norweskich baz. „Tirpitz” przybył do Norwegii w styczniu 1942 roku i od tego czasu operował z kotwicowisk w tamtejszych fiordach. Gdy był w gotowości bojowej alianci zmuszeni byli utrzymywać w pogotowiu w bazach w północnej Szkocji wielkie okręty Home Fleet, których zadaniem była osłona konwojów arktycznych przed możliwym atakiem niemieckiego pancernika – towarzyszyły one większości konwojów jako eskorta na niektórych odcinkach ich trasy.
W latach 1942–1943 Brytyjczycy kilkakrotnie atakowali „Tirpitza”. 6 marca 1942 roku, gdy pancernik wyszedł w morze z zamiarem przechwycenia i zaatakowania konwoju PQ-12, lotniskowiec HMS „Victorious”, który był w eskorcie konwoju, podjął próbę ataku z użyciem bombowców torpedowych. Samoloty zrzuciły dwadzieścia torped, ale żadna z nich nie trafiła. Kilkakrotnie w 1942 i 1943 roku bezskutecznie atakowały „Tirpitza” na jego kotwicowiskach bombowce RAF-u i WWS. 23 września 1943 roku dwa brytyjskie miniaturowe okręty podwodne typu X zdołały przedrzeć się przez zapory chroniące pancernik w Kaafiordzie (operacja Source) i umieściły pod jego dnem miny. Atak ten spowodował rozległe uszkodzenia „Tirpitza” i spowodował wycofanie go z linii na sześć miesięcy.
Niemcy uznali, że przeprowadzenie uszkodzonego okrętu na remont do kraju jest zbyt ryzykowne, więc naprawą „Tirpitza” zajęły się improwizowane warsztaty na miejscu. Sprzęt, części zapasowe, maszyny, narzędzia i robotników sprowadzono drogą morską. W nocy z 10 na 11 lutego 1944 roku pancernik zaatakowało 15 samolotów radzieckich, ale nie dokonały żadnych zniszczeń. 17 marca remonty uzbrojenia, maszynowni i kadłuba „Tirpitza” zostały ukończone, ale mniejsze wciąż jeszcze trwały. W czasie, gdy „Tirpitz” przechodził remont, jedyny będący w gotowości bojowej pancernik niemiecki, „Scharnhorst”, został zatopiony 26 grudnia przez okręty brytyjskie. To pozwoliło Royal Navy przestać wysyłać pancerniki do osłony konwojów kursujących do i z ZSRR. Na tym etapie wojny alianci posiadali już znaczną liczbę jednostek eskortowych, zdolnych do zwalczania okrętów podwodnych i samolotów przeciwnika, i były one w stanie zapewnić osłonę konwojom arktycznym. Działające na Morzu Norweskim U-Booty rzadko były zdolne do przełamania tej osłony i coraz mniej statków handlowych tonęło w wyniku nieprzyjacielskich ataków.
Niemniej „Tirpitz”, szczególnie gdy odzyskiwał gotowość bojową, był przez władze brytyjskie i Royal Navy postrzegany jako potencjalne zagrożenie. Wywiad aliancki pilnie śledził – korzystając z rozszyfrowanych niemieckich depesz radiowych, zdjęć wykonywanych przez samoloty rozpoznawcze oraz doniesień własnych agentów w Norwegii – postępy prac naprawczych na pancerniku. Istniała obawa, że okręt po zakończeniu napraw może wyjść na patrol bojowy i zaatakować konwoje na Morzu Norweskim lub Atlantyku. Zagrożenie to wymuszało konieczność stacjonowania w bazach na północy Wysp Brytyjskich ciężkich okrętów i uniemożliwiało ich użycie do wspierania planowanego lądowania we Francji. W rezultacie pod koniec 1943 roku podjęto decyzję, że należy podejmować dalsze wysiłki celem zatopienia pancernika.
W rzeczywistości, mimo tych obaw, „Tirpitz” stanowił niewielkie zagrożenie dla żeglugi aliantów. Począwszy od końca 1943 roku pancernik nie mógł wyjść w morze nawet na ćwiczenia, tak silna była obawa przed alianckimi atakami; nie bez znaczenia były niedostatki zaopatrzenia w paliwo. Niedostatki te były tak poważne, że Niemcy nie mogli przeprowadzić okrętu na inne, trudniejsze do wykrycia i zaatakowania, kotwicowisko.

## Przygotowania

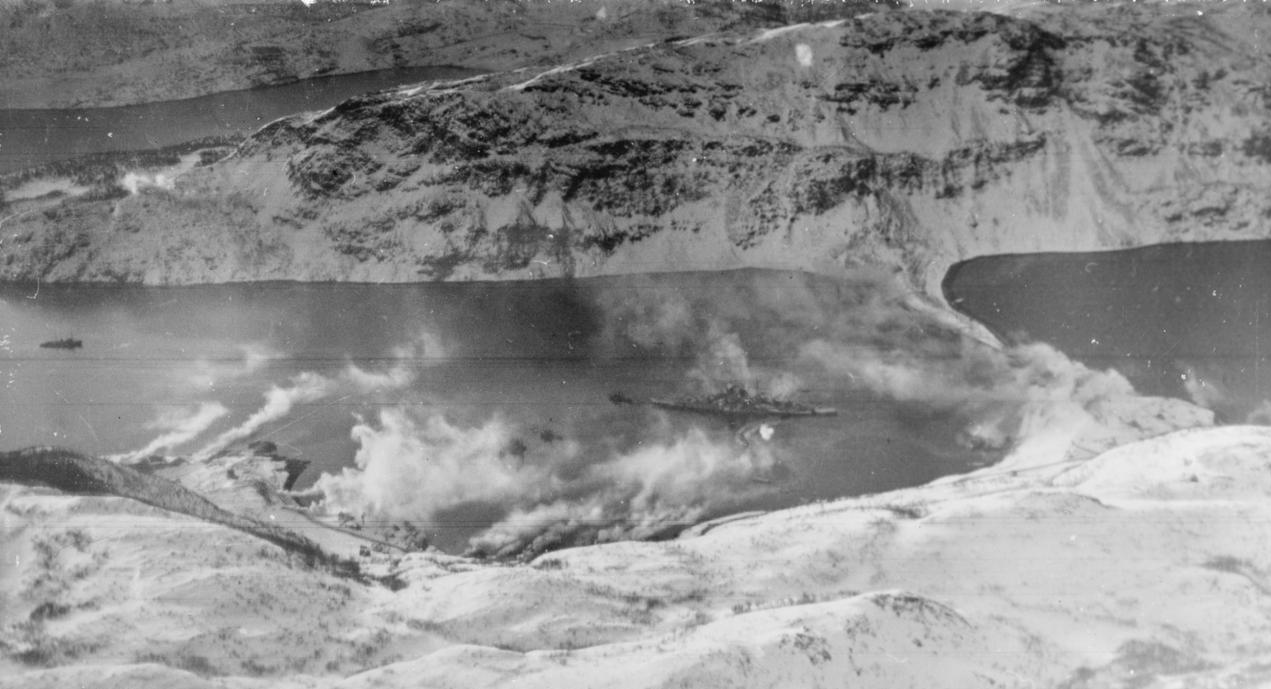
Zdjęcie lotnicze „Tirpitza” w Kaafiordzie. Wyraźnie widać rozpoczynające się zadymianie

Możliwości zaatakowania „Tirpitza” w Kaafirdzie były ograniczone. Kolejny atak przy pomocy miniaturowych okrętów podwodnych – w świetle zebranych przez wywiad informacji z nasłuchu radiowego i doniesień agentów o udoskonaleniu przez Niemców zapór podwodnych wokół pancernika oraz o gęstszym patrolowaniu pobliskiego akwenu Morza Norweskiego przez samoloty rozpoznawcze – uznano za niewykonalny. Dowódca Bomber Command, marszałek lotnictwa Arthur Harris – zważywszy, że Kaafiord znajduje się poza zasięgiem ciężkich bombowców, a artyleria pancernika może przynieść im duże straty – również odmawiał współpracy. Po odrzuceniu tych możliwości zadanie musiały wykonać lotniskowce Home Fleet. Flota w tym czasie dysponowała dwoma dużymi lotniskowcami, HMS „Furious” i „Victorious”, a także czterema eskortowymi.
Plan operacji zaczęto przygotowywać w grudniu 1943 roku. Wiceadmirał Bruce Fraser, dowódca Home Fleet, odnosił się do jej powodzenia z tak dużą dozą sceptycyzmu, że musiał go do podjęcia zadania przekonywać  Pierwszy Lord Morski, sir Andrew Cunningham. Ostatecznie Fraser obarczył odpowiedzialnością za planowanie i przeprowadzenie rajdu swego zastępcę, wiceadmirała Henry’ego Moore’a. Planowana akcja otrzymała nazwę kodową: operacja Thrustful, ale później przemianowano ją na operację Tungsten. Początkowo zakładano, że atak nastąpi w połowie marca 1944 roku, bowiem wywiad uznał, że wkrótce po tej dacie pancernik będzie w pełnej gotowości bojowej. Jednak, ze względu na to, że „Victorious” otrzymywał właśnie nowe radary, akcję przesunięto o dwa tygodnie. Operacja Tungsten była bliska odwołania w lutym, bowiem „Victorious” okazał się potrzebny na Oceanie Indyjskim, gdzie zaobserwowano zwiększenie liczby japońskich okrętów wojennych w Singapurze. By umożliwić przeprowadzenie ataku, US Navy zgodziła się przesunąć na jakiś czas do brytyjskiej Floty Wschodu lotniskowiec USS „Saratoga”, więc „Victorious” mógł zostać na Morzu Północnym.
Na atak miały składać się dwa naloty będących na uzbrojeniu Fleet Air Arm (FAA) bombowców Fairey Barracuda. W każdym z nich miało uczestniczyć 21 Barracud eskortowanych przez 40 myśliwców. Myśliwce Vought F4U Corsair, startujące z lotniskowca „Victorious”, miały zapewnić osłonę powietrzną bombowcom, podczas gdy myśliwce Grumman F4F Wildcat i F6F Hellcat z lotniskowca „Furious” oraz lotniskowców eskortowych „Emperor”, „Pursuer” i „Searcher” ostrzelać baterie artylerii przeciwlotniczej wokół „Tirpitza”, jak i sam pancernik. Inne myśliwce z „Furiousa” i lotniskowca eskortowego „Fencer” miały stanowić osłonę okrętów przed atakami niemieckich samolotów lub okrętów podwodnych. Do tej pory samoloty FAA nie były wyposażone w bomby zdolne przebić gruby, opancerzony pokład pancernika. Teraz miano nadzieję, że nowo wprowadzone na uzbrojenie przeciwpancerne bomby 1600-funtowe, zrzucone z wysokości 1100 lub więcej metrów, będą w stanie przebić przynajmniej pierwszą warstwę pancerza „Tirpitza”. Spodziewano się, że zniszczenia spowodowane takimi uderzeniami ponownie wyeliminują pancernik z czynnej służby. Dziewięć Barracud miało być uzbrojonych w bomby 1600-funtowe, kolejne 22 miały nieść po trzy quasi-przeciwpancerne bomby 500-funtowe, które winny być w stanie przebić słabiej opancerzone górne pokłady okrętu, o ile zostaną zrzucone z wysokości co najmniej 610 metrów. Pozostałe bombowce miały zostać uzbrojone w 500- i 600-funtowe bomby ogólnego przeznaczenia oraz bomby głębinowe, które miały spowodować straty ludzkie oraz uszkodzić kadłub okrętu, jeśli eksplozje nastąpią w wodzie, w pobliżu jego burt. Samoloty uzbrojone w 600-funtowe bomby burzące miały zaatakować „Tirpitza” z lotu nurkowego by, jak się spodziewano, unieszkodliwić co najmniej kilka dział przeciwlotniczych pancernika przed rozpoczęciem właściwego ataku.

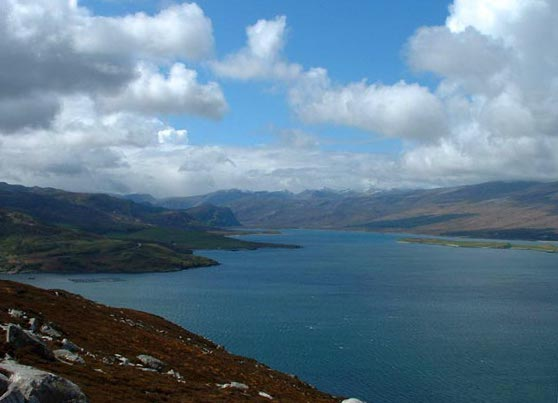
Loch Eriboll symulował Kaafiord podczas ćwiczeń

Wyznaczone do wykonania operacji dywizjony Fleet Air Arm od lutego prowadziły intensywne ćwiczenia. Większości lotników brakowało doświadczenia i – zdaniem dowódcy „Victoriousa” – około 85% z nich nie latała dotąd nad morzem. Na miejsce ćwiczeń wytypowano Loch Eriboll, zatokę w północnej Szkocji, która, jak Kaafiord, była otoczona stromymi wzgórzami. Startując z bazy lotniczej Hatston (w pobliżu Kirkwall na Orkadach), piloci szkolili się w manewrowaniu nad Loch Eriboll, by zapoznać się z podobnym terenem i taktyką wymaganą dla unikania niemieckich dział przeciwlotniczych. Wywiad Royal Navy sporządził mapę rozmieszczenia stanowisk obronnych w Kaafiordzie, co czyniło ćwiczenia bardziej realnymi, a warunki przypominały otoczenie „Tirpitza”. Co więcej, załogi były na bieżąco informowane o lokalizacji niemieckich pozycji. Na wysepce leżącej pośrodku lochu oznakowano powierzchnię wielkości pancernika i obszar ten kilkakrotnie „zbombardowano”.
W czasie gdy trwały przygotowania, alianci stale obserwowali „Tirpitza”. Pod koniec lutego lotniskowiec eskortowy HMS „Chaser” dostarczył analityków zdjęć lotniczych i personel oddziału rozpoznania lotniczego RAF do Wajengi na północy ZSRR. Dołączyły do nich w marcu trzy samoloty Supermarine Spitfire wyposażone w sprzęt do robienia zdjęć lotniczych i jedna Consolidated PBY Catalina. 12 i 13 marca Spitfire'y dokonały lotów nad Kaafiordem i zrobiły serię bardzo dokładnych zdjęć „Tirpitza” i pobliskich baterii dział przeciwlotniczych; po wywołaniu Catalina dostarczyła te zdjęcia do Wielkiej Brytanii. Mimo że siły niemieckie w północnej Norwegii namierzyły loty Spitfire’ów, obronne instalacje Kaafiordu nie zostały postawione w stan alarmu. 16 marca skierowano ku brzegom Norwegii osiem brytyjskich, holenderskich i norweskich okrętów podwodnych, bowiem z rozszyfrowanej niemieckiej depeszy radiowej wynikało, że „Tirpitz” przygotowuje się być może do opuszczenia Kaafiordu celem udania się do Niemiec, by ukończyć remont. 18 marca skierowano w ten rejon dalsze osiem brytyjskich i holenderskich okrętów podwodnych, ale dwa dni później stwierdzono, że „Tirpitz” nie zamierza wyjść w morze, więc podwodniaków skierowano do innych zadań lub kazano wracać do baz. 21 marca wywiad ostrzegł Admiralicję, że wobec ostatnich postępów wojsk radzieckich na froncie wschodnim, Niemcy położyli nacisk na przerwanie strumienia zaopatrzenia płynącego do ZSRR, i że „Tirpitz” może jednak zostać wysłany w rejs i zaatakować każdy konwój nie eskortowany przez wielkie okręty. Fraserowi polecono zapewnić ochronę następnego konwoju arktycznego przez pancernik.
Ostateczną decyzję o rozpoczęciu operacji Tungsten podjęto w połowie marca na podstawie rozszyfrowanej depeszy radiowej, z której wynikało, że „Tirpitz” jest niemal gotowy do prowadzenia działań zbrojnych i 1 kwietnia ma wyjść w morze na próby prędkości. Z powodu opóźnienia rozpoczęcia operacji, wyjście w morze sił atakujących zbiegło się z wyruszeniem konwoju JW-58 do Związku Radzieckiego. Żywiono nadzieję, że jeśli Niemcy wypatrzą flotę brytyjską, będą zapewne przypuszczali, że okręty mają stanowić eskortę konwoju. Ostatnim akcentem cyklu przygotowań do ataku były wielkie ćwiczenia nad Loch Eriboll, które przeprowadzono 28 marca. Począwszy od 1 kwietnia Admiralicja zaczęła otrzymywać cogodzinne raporty meteorologiczne, wysyłane przez grupę agentów norweskiej komórki MI6 z miejscowości Alta, leżącej w pobliżu Kaafiordu.

## Przeciwnicy

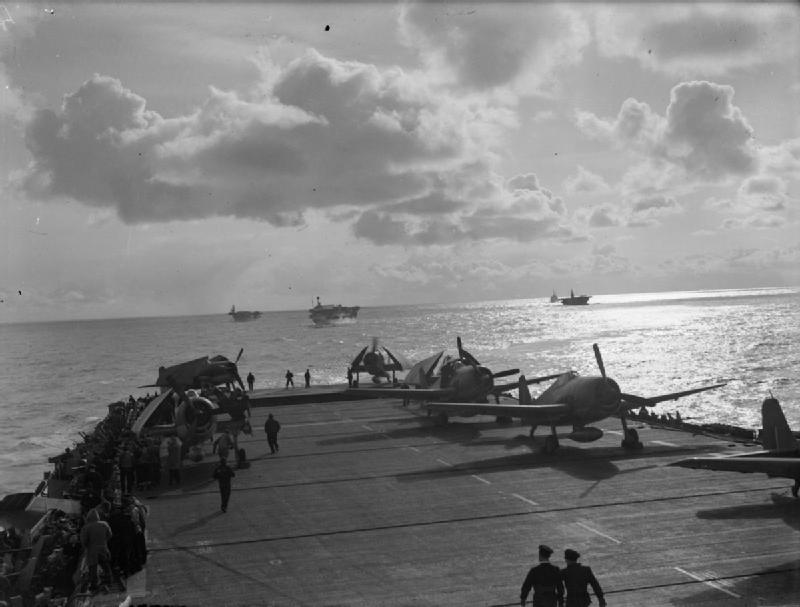
Myśliwce Grumman Hellcat na pokładzie lotniskowca eskortowego HMS „Emperor”

Royal Navy zgromadziła do operacji Tungsten potężne siły. Główną siłę uderzeniową stanowiły dwa skrzydła lotnicze wyposażone w samoloty bombowe Barracuda: 8. Skrzydło, w skład którego wchodziły dywizjony 827. i 830., oraz 52. Skrzydło, w skład którego wchodziły dywizjony 829. i 830. Zwykle 8. Skrzydło stacjonowało na pokładzie „Furiousa”, a 52. Skrzydło na „Victoriousie”, jednak Moore zdecydował, żeby rozdzielić skrzydła pomiędzy lotniskowce w ten sposób, by jeden z dywizjonów każdego ze skrzydeł stacjonował na jednym lotniskowcu, a drugi na drugim lotniskowcu. W ten sposób dywizjony jednego skrzydła mogły startować równolegle i wchodzić do akcji jako jedna, zwarta formacja. Ze 163 lotników Fleet Air Arm w dywizjonach uderzeniowych 28 pochodziło z Nowej Zelandii, 3 z Kanady, 1 z Południowej Afryki; pozostali byli Brytyjczykami.
Dużą liczbę okrętów wyznaczonych do operacji podzielono początkowo na dwie grupy. Grupę pierwszą (Force One), którą dowodził osobiście Fraser z pokładu pancernika HMS „Duke of York”, tworzyły „Victorious”, pancernik HMS „Anson” (z Moore'em i jego sztabem na pokładzie), krążownik lekki i pięć niszczycieli. Grupa druga (Force Two), dowodzona przez kontradmirała Arthura Bisseta, składała się z „Furiousa”, czterech lotniskowców eskortowych, pięciu niszczycieli i dwóch zbiornikowców. Zakładano, że Force One będzie początkowo osłaniać konwój JW-58, zaś Force Two popłynie inną trasą bezpośrednio do miejsca u brzegów Norwegii, gdzie 3 kwietnia dołączą do niej „Anson” i „Victorious”, a następnego dnia odbędzie się nalot na Kaafiord.
Kotwicowisko „Tirpitza” w Kaafiordzie było ochraniane przez baterie przeciwlotnicze i samoloty myśliwskie. Gdy doszło do operacji Tungsten, na brzegach w pobliżu pancernika rozmieszczone były cztery baterie dział przeciwlotniczych dużego kalibru oraz siedem lżejszych. Wokół „Tirpitza” kotwiczyło też kilka okrętów przeciwlotniczych i niszczycieli. Sam pancernik posiadał 68 dział przeciwlotniczych. W celu zamaskowania okrętu wokół Kaafiordu zainstalowano ponadto urządzenia generujące sztuczną zasłonę dymną. Luftwaffe miała na lotniskach w pobliżu Kaafiordu niewiele samolotów myśliwskich, a ich działania były ograniczone przez brak paliwa. Zdaniem wywiadu brytyjskiego, liczba niemieckich myśliwców mogła zostać  w razie konieczności zwiększona. Nie oznaczało to, że Luftwaffe nie była obecna w powietrzu; myśliwce niemieckie wykonywały zazwyczaj trzy loty patrolowe nad Morzem Norweskim każdego dnia.

## Nalot

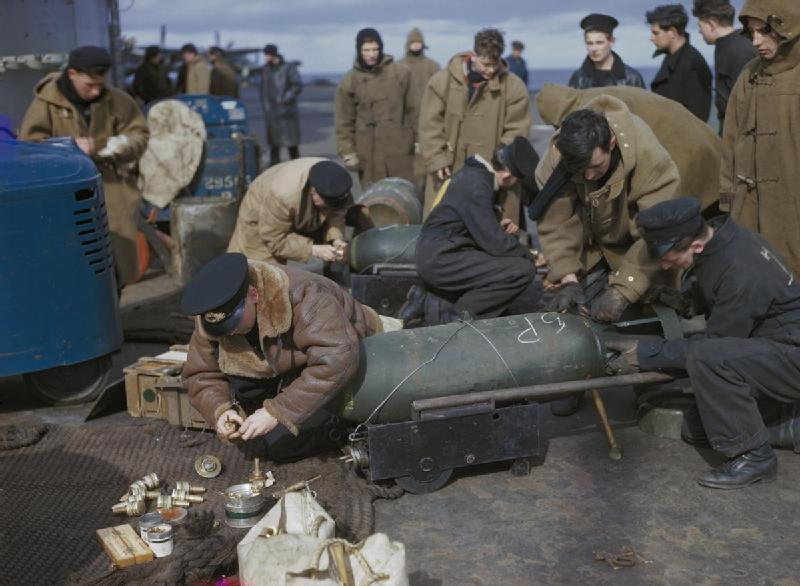
Przed atakiem personel pokładowy FAA uzbraja bomby na pokładzie HMS „Victorious”

Force One wyszła z bazy Home Fleet w Scapa Flow na Orkadach 30 marca, trzy dni po opuszczeniu Szkocji przez konwój JW-58. Force Two wyruszyła oddzielnie nieco później tego samego dnia. Konwój składał się z 49 statków handlowych eskortowanych przez 33 okręty, w tym 2 lotniskowce eskortowe. Niemieckie samoloty zwiadowcze wykryły JW-58 30 marca i natychmiast wszystkie U-Booty operujące na Morzu Norweskim zostały skierowane w tym kierunku. Samoloty nie przeprowadziły dalszych lotów zwiadowczych i nie wykryły pancerników ani innych okrętów alianckich. Od 1 do 3 kwietnia konwój atakowało bezskutecznie 17 U-Bootów; żaden aliancki statek nie został nawet uszkodzony, natomiast eskorta zatopiła cztery U-Booty (U-961, U-355, U-360 i U-288) i zestrzeliła sześć niemieckich samolotów. JW-58 dotarł do Zatoki Kolskiej 6 kwietnia. W czasie rejsu stracono kilka alianckich samolotów, głównie na skutek wypadków, żaden okręt eskorty nie doznał szwanku.
Dobry początek operacji sprawił, że Fraser 1 kwietnia postanowił przyspieszyć nalot na Kaafiord o 24 godziny. Z rozszyfrowanych depesz niemieckich wynikało, że próby morskie „Tirpitza” zostały odłożone do 3 kwietnia, więc Fraser miał nadzieję, że atak tego dnia może zaskoczyć pancernik poza jego dobrze chronionym kotwicowiskiem. Wobec tego, że eskorta konwoju JW-58 sprawiała się doskonale i nic nie wskazywało, że „Tirpitz” podejmie jakąkolwiek akcję bojową, Fraser uznał, że Force One nie musi nadal osłaniać statków handlowych. Warunki pogodowe nad Morzem Norweskim były również – jak na wczesną wiosnę – nadspodziewanie dobre. Po powzięciu decyzji o wcześniejszym ataku, oba zbiornikowce i dwa eskortujące je niszczyciele (jednym z nich był ORP „Piorun”) odłączyły się od Force Two i udały do punktu odległego o 480 km na północny zachód od Kaafiordu, gdzie miały pozostać z zadaniem zaopatrywania okrętów, którym zacznie brakować paliwa. Reszta okrętów Force Two zmieniła kurs udając się na spotkanie z Force One, co nastąpiło 2 kwietnia o godz. 16.20. Po połączeniu obu grup, „Duke of York”, z Fraserem na pokładzie, odpłynął w eskorcie dwóch niszczycieli na północny zachód celem zajęcia pozycji do ewentualnego zaatakowania „Tirpitza”, gdyby ten niewykryty zdołał opuścić Kaafiord. Pozostałe okręty Home Fleet podążały do miejsca, z którego miało nastąpić uderzenie.
Uderzenie nastąpiło 3 kwietnia we wczesnych godzinach rannych. Lotników obudzono zaraz po północy, a o godz. 1.15 odczytano im rozkazy. Samoloty mające wziąć udział w nalocie były w tym czasie uzbrajane, a na wszystkich bombach wypisano kredą „życzenia” dla „Tirpitza”. Załogi zaczęły zajmować miejsca w samolotach o godz. 4.00, a 15 minut później startować; okręty znajdowały się wówczas w odległości 190 km od Kaafiordu. Pierwszymi samolotami jakie wzbiły się w powietrze było 10 Corsairów z 1834. i 1836. dywizjonu, a za nimi startowało 21 Barracud z 8 Skrzydła; dywizjon 827. startował z pokładu „Victoriousa”, a 830. z „Furiousa”. Siedem Barracud było uzbrojonych w bomby 1600-funtowe, pozostałe niosły po kilka bomb 500- lub 600-funtowych. Gdy Barracudy były już w powietrzu, wystartowały pozostałe myśliwce: 30 Wildcatów i Hellcatów z 800., 881. i 882. dywizjonu, a o 4.37 cała armada była uformowana w szyk. Warunki atmosferyczne nadal były doskonałe, a co więcej Niemcy nie namierzyli zbliżającej się brytyjskiej floty.

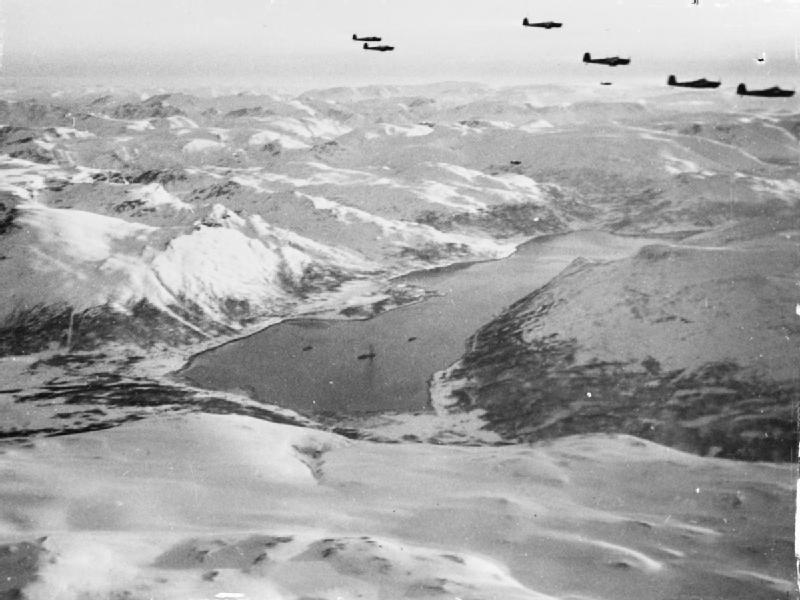
Barracudy nad fiordem przed atakiem na „Tirpitza”

Pierwsza fala samolotów (dowódcą był porucznik Baker-Faulkner) leciała ku Norwegii nisko, zaledwie 15 m nad falami, by uniknąć przedwczesnego wykrycia przez niemieckie radary. Maszyny zaczęły się wznosić na wyższy pułap, gdy były 32 km od wybrzeża i o godz. 5.08, gdy mijały linię brzegową, osiągnęły 2100 m. Armada nadleciała nad Altafiord od zachodu, przecięła zachodni kraniec Langfiordu, by następnie skręcić na południe, wykonać pętlę na północ i tuż przed godz. 5.30 zaatakować pancernik znad wzgórz po południowej stronie Kaafiordu.
Pojawienie się brytyjskich samolotów było dla „Tirpitza” zaskoczeniem. Wprawdzie radary wykryły je krótko po minięciu linii brzegowej, jednak pancernik nie odebrał natychmiastowego ostrzeżenia. W chwili gdy rozpoczynał się atak „Tirpitz” szykował się do wyjścia w morze dla dokonania prób prędkości i załoga zajęta było odkotwiczaniem. Pięć niszczycieli eskorty już wyruszyło na próby, które miały odbyć się w cieśninie Stjernsundet. Ostrzeżenie ze stacji radaru nadeszło krótko przed pojawieniem się brytyjskich samolotów nad Kaafiordem, więc gdy atak się zaczął, członkowie załogi pancernika byli dopiero w trakcie zajmowania stanowisk; nie wszystkie grodzie wodoszczelne były zamknięte, nie w pełni działały też urządzenia rejestrujące uszkodzenia.
Zgodnie z planem nalot rozpoczęły myśliwce Hellcat i Wildcat ostrzeliwując z broni maszynowej działa przeciwlotnicze „Tirpitza” i baterie na brzegu; atak ten spowodował wielkie straty wśród artylerzystów pancernika, unieszkodliwił centralę dowodzenia ogniem przeciwlotniczym i uszkodził kilka dział. Myśliwce ostrzelały też kilka okrętów przeciwlotniczych w Kaafiordzie. 21 bombowców Barracuda rozpoczęło atak wkrótce po nich i w ciągu 60 sekund trafiły „Tirpitza” trzema bombami 500-funtowymi i trzema 1600-funtowymi. Łącznie w tym pierwszym nalocie pancernik trafiony został dziesięcioma bombami. Większość z tych bomb nie przebiła pancernego pokładu, bo zostały zrzucone ze zbyt niskiego pułapu . Wielu członków załogi okrętu zostało zabitych lub rannych; ranny został też dowódca, komandor Hans Meyer, i inny oficer przejął dowodzenie. Ponadto pancernik zdryfował pod zachodni brzeg fiordu i wszedł na mieliznę, ale z tym szybko sobie poradzono, bo jedna maszyna wciąż pracowała. Jedna z Barracud 830. dywizjonu rozbiła się po ataku i cała jej trzyosobowa załoga zginęła. Inne samoloty biorące udział w pierwszej fali ataku wracały na lotniskowce poczynając od godz. 6.19, a ostatni znalazł się na pokładzie o 6.42.

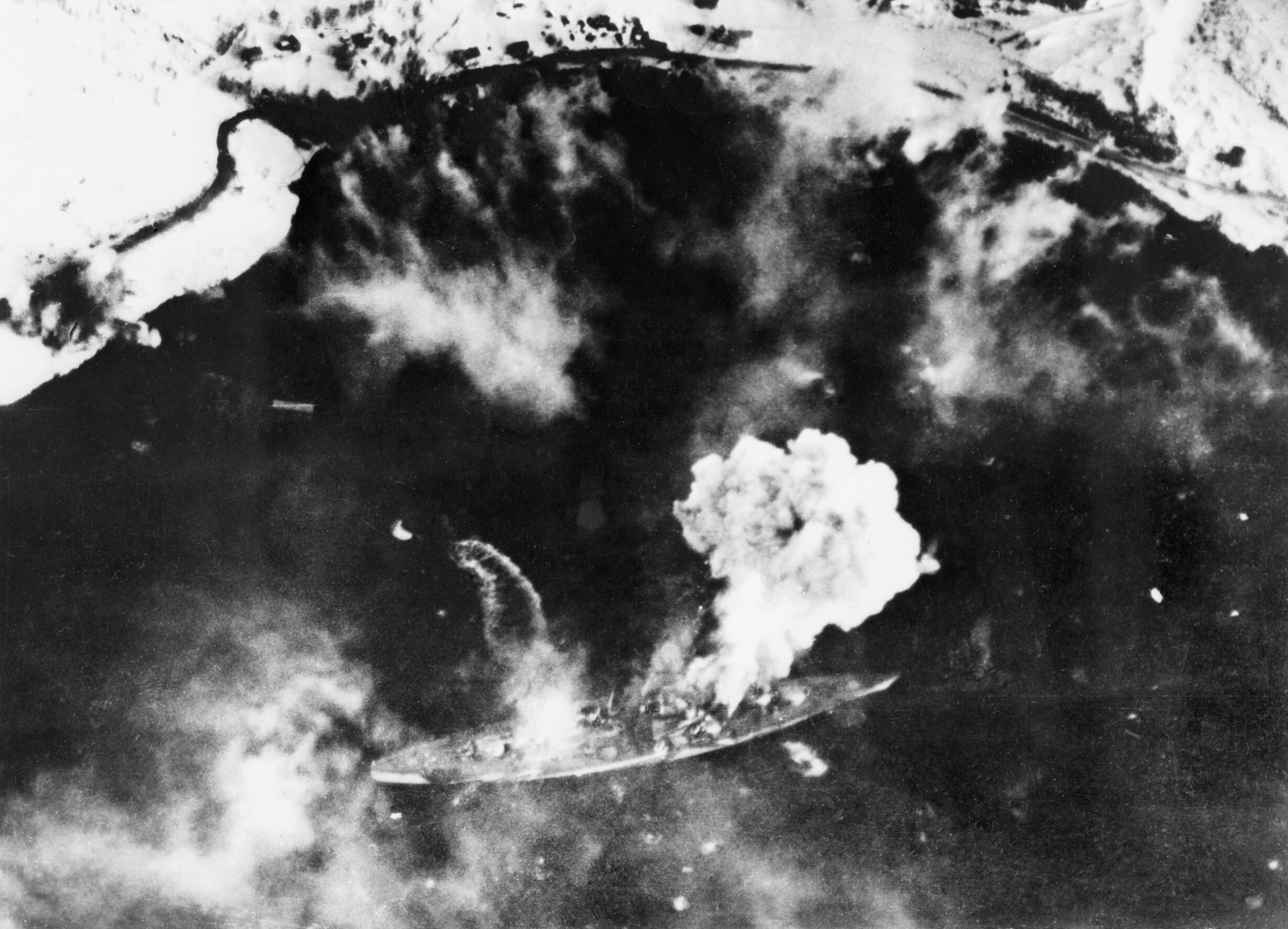
Bomby wybuchające wokół „Tirpitza” w czasie pierwszego ataku

Pierwszy samolot drugiej fali (dowódca porucznik Rance) znalazł się w powietrzu o godz. 5.25. Barracuda z 829. dywizjonu rozbiła się zaraz po starcie, a załoga zginęła; inny samolot nie wystartował, bo zawiódł silnik. Tym razem tylko dwa bombowce były uzbrojone w bomby 1600-funtowe. 40 myśliwców, tak samo jak w czasie pierwszego ataku, towarzyszyło bombowcom; było to 10 Corsairów z 1834. i 1836. dywizjonu, 20 Wildcatów z 896. i 898. dywizjonu oraz 10 Hellcatów z 804. dywizjonu. Do godz. 5.37 wszystkie maszyny były w powietrzu i rozpoczęły spokojny lot w kierunku Kaafiordu. I tym razem obrońcy nie zostali w porę ostrzeżeni, więc zasłona dymna, generowana wokół Kaafiordu, nie zdołała jeszcze ukryć „Tirpitza”.
Drugi nalot na „Tirpitza” był podobny do poprzedniego. Myśliwce Hellcat ostrzeliwywały baterie przeciwlotnicze, a Wildcaty pancernik. Myśliwce atakowały również niemieckie jednostki nawodne w Kaafiordzie oraz stację radiową lub radionamiernik. Barracudy przeprowadziły atak z lotu nurkowego o godz. 6.36 i w ciągu minuty trafiły „Tirpitza” jedną bombą 1600-funtową i czterema 500-funtowymi. Ostrzeżenie o nalocie przyszło z opóźnieniem, skutkiem czego zasłona dymna ukryła nie okręt, a nadlatujące brytyjskie samoloty. W rezultacie artylerzyści strzelali na oślep i strącili tylko jedną Barracudę; trzech lotników poległo. Samoloty drugiej fali lądowały na lotniskowcach między godz. 7.20 a 7.58. Uszkodzony Hellcat musiał wodować w pobliżu kanadyjskiego niszczyciela „Algonquin”, zaś jeden z Corsairów doznał poważnych uszkodzeń podczas lądowania; obaj piloci wyszli cało.
W czasie, gdy trwały oba naloty na Kaafiord, 25 myśliwców Wildcat i Supermarine Seafire z 801., 842. i 880. dywizjonu zapewniało osłonę powietrzną okrętom Home Fleet. Dziewięć samolotów Fairey Swordfish, które również wchodziły w skład 842. dywizjonu, patrolowało okolice w poszukiwaniu U-Bootów. Aliancki zespół operacyjny nie był atakowany, po zakończeniu nalotu osłonę okrętów przejęły myśliwce Corsair.
Wczesnym popołudniem 3 kwietnia Moore rozważał przeprowadzenie kolejnego nalotu na Kaafiord następnego dnia. Po wstępnej analizie zdjęć lotniczych, z których miało wynikać, że „Tirpitz” doznał poważnych uszkodzeń, uznał to za bezcelowe. Moore brał również pod uwagę i to, że załogi samolotów są zmęczone i nie chciał wystawiać ich na niepotrzebne ryzyko. W tej sytuacji wydał rozkaz powrotu do bazy i flota zawinęła do Scapa Flow 6 kwietnia po południu. Król Jerzy VI i premier Winston Churchill przesłali do floty depesze z gratulacjami, choć zarówno Churchill, jak i Cunningham uważali, że „Tirpitz” może wrócić wkrótce do służby. Cunningham nie pochwalał decyzji Moore’a, by nie atakować ponownie 4 kwietnia.

## Rezultaty

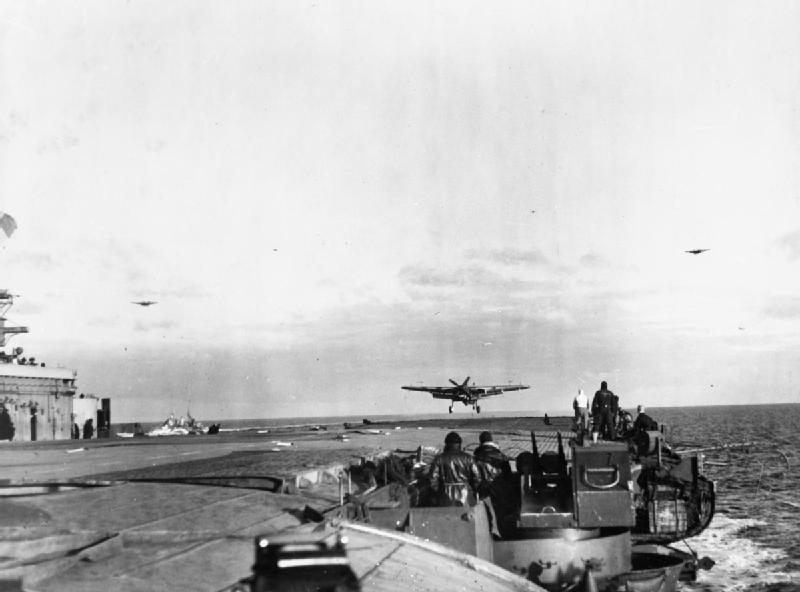
Po drugim nalocie Barracuda ląduje na pokładzie lotniskowca HMS „Victorious”

Oba naloty na „Tirpitza” odbyły się w zasadzie zgodnie z planem. Topografia i stanowiska obronne Kaafiordu okazały się bardzo podobne do miejsca wstępnego treningu wokół the Loch Eriboll, a w jednym z pooperacyjnych raportów napisano, że wykonanie zadania było niemal „jak ćwiczenia, które [lotnicy] odbywali wcześniej”. Oceniający rolę Royal Navy w II wojnie światowej historyk Stephen Roskill również uznaje, że ataki były „znakomicie skoordynowane i bez strachu przeprowadzone”. Najpoważniejszą niezgodnością planu z wykonaniem było to, że wielu pilotów zrzucało swe bomby – celem zwiększenia prawdopodobieństwa trafienia w „Tirpitza” – z wysokości poniżej zakładanego pułapu 1100 metrów. Krótszy od optymalnego czas spadania spowodował, że część bomb, które trafiły pancernik, brakowało prędkości niezbędnej do przebicia pancernego pokładu. W czasie nalotu poległo dziewięciu lotników Royal Navy.
W wyniku ataku załoga „Tirpitza” poniosła duże straty, ale pancernik nie został poważnie uszkodzony. Zginęło 122 marynarzy, a 316 zostało rannych, co stanowiło 15% załogi okrętu. Najwięcej zabitych i rannych było wśród obsługi dział przeciwlotniczych pancernika, które były celem ostrzału brytyjskich myśliwców. Wprawdzie dwie bomby eksplodowały w wodzie w pobliżu „Tirpitza” wybijając dziury w kadłubie i powodując zalewanie części przedziałów, jednak żadna z piętnastu bomb, jakie trafiły pancernik, nie zdołała przebić pancernego pokładu głównego. W rezultacie działa artylerii głównej, magazyny amunicji i maszynownia okrętu przetrwały nalot bez większego uszczerbku. Obszar największych zniszczeń obejmował nadbudówki i pomieszczenia pomiędzy opancerzonymi pokładami. Zniszczeniu uległa prawoburtowa katapulta lotnicza „Tirpitza” wraz z dźwigiem i dwoma wodnosamolotami pancernika. Znajdująca się również przy prawej burcie wieża nr 2 dział 15 cm została unieszkodliwiona, a lewoburtowa wieża nr 3 identycznych dział doznała poważnych uszkodzeń. Mesa oficerska i kilka pomieszczeń kuchennych zostało zrujnowanych, a pomieszczenia okrętu wypełnił dym. Odłamkami bomb trafiony został też komin „Tirpitza”, co spowodowało uszkodzenia kanałów wylotowych wszystkich kotłów. Wprawdzie prawoburtowa turbina uległa uszkodzeniu w wyniku wstrząsu, a dwa kotły trzeba było wyłączyć, bo zostały zanieczyszczone wodą morską użytą do gaszenia pożaru, ale pancernik był w stanie poruszać się po wodach Kaafiordu. Brytyjskie myśliwce uszkodziły ponadto cztery kutry patrolowe i duży statek naprawczy, dowódca uzbrojonego trawlera zginął, a 13 marynarzy z załogi odniosło rany. Torstein Raaby z komórki alianckiego wywiadu w Alcie donosił kilka godzin po nalocie, że wśród zabitych i rannych nie było osób cywilnych, i że miejscowa ludność była „wręcz zachwycona bombardowaniem”. Kolejny raport przekazał 6 dni po operacji informację, że Niemcy przewidują, iż naprawa zniszczeń będzie trwała kilka miesięcy.

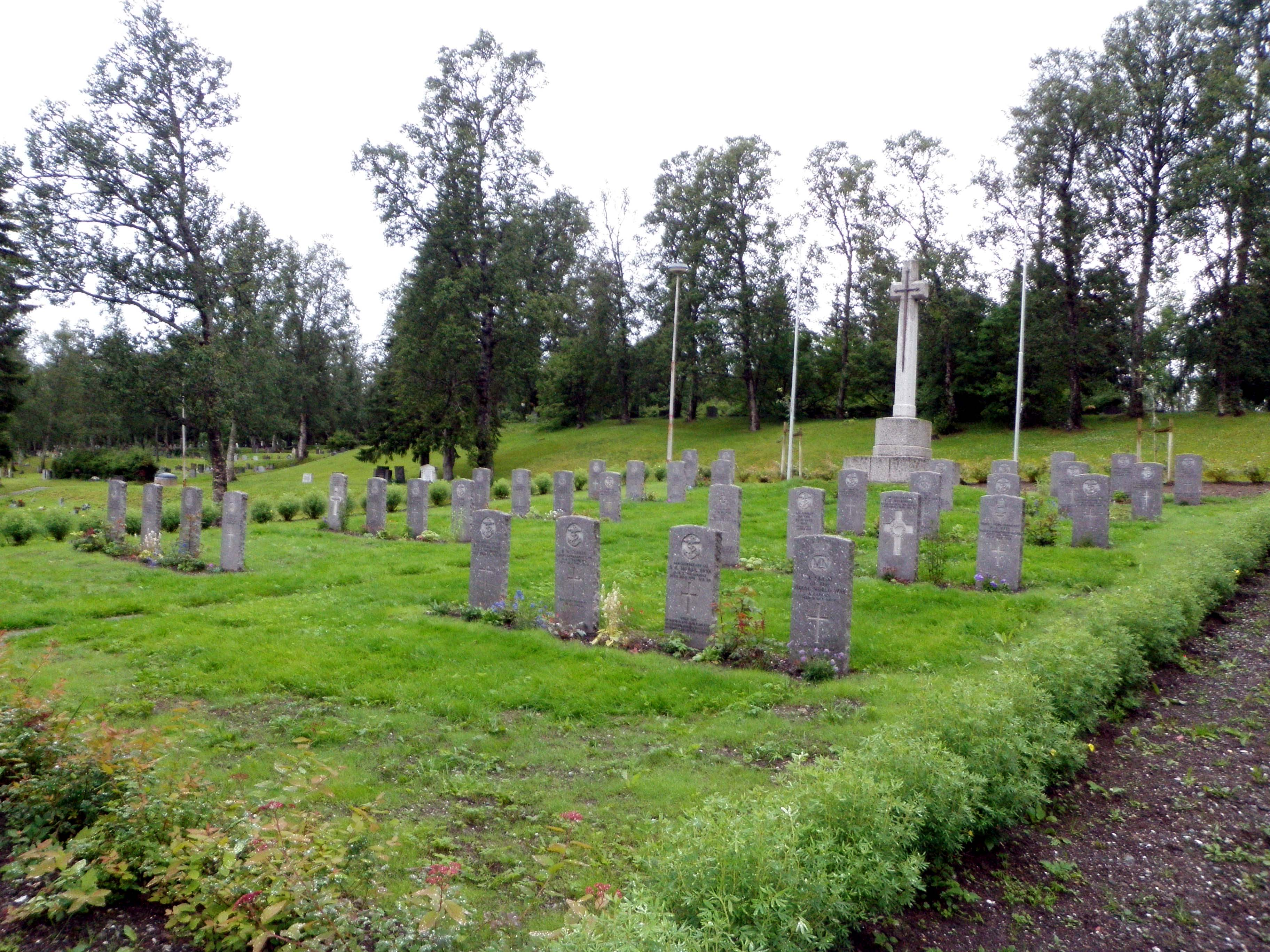
Groby brytyjskich lotników na cmentarzu w Tromsø

Dowódca Kriegsmarine, grossadmiral Karl Dönitz, rozkazał usunąć uszkodzenia, jakich doznał „Tirpitz” w czasie operacji Tungsten. Chociaż pancernik, wobec braku wsparcia lotniczego, nie mógł już działać przeciw konwojom alianckim, był jednak potrzebny do trzymania w szachu floty przeciwnika. Prace naprawcze rozpoczęły się na początku maja, gdy niszczyciel dostarczył z Niemiec do Kaafiordu sprzęt i robotników, a „Tirpitz” był zdolny poruszać się o własnych siłach 2 czerwca. Z końcem tego miesiąca można było przeprowadzić strzelania próbne, a w połowie lipca wszystkie naprawy zostały zakończone. W tym czasie wzmocniono obronę przeciwlotniczą okrętu montując dodatkowe działka 2 cm, modyfikując działa 15 cm, by mogły odpierać ataki z powietrza i dostarczając amunicję przeciwlotniczą do dział 38 cm. Poprawiono także obronę Kaafiordu. Rozstawiono dodatkowe stacje radarowe i punkty obserwacyjne, a ponadto zwiększono liczbę generatorów dymu wokół „Tirpitza”.
Po operacji Tungsten wywiad brytyjski szacował, że „Tirpitz” zostanie wyremontowany w ciągu sześciu miesięcy, w związku z czym 14 kwietnia Cunningham nakazał Fraserowi przeprowadzenie kolejnego ataku. Wprawdzie Cunningham nie wierzył, by bomby zrzucane przez Barracudy zdołały zatopić „Tirpitza”, jednak miał nadzieję, że dalsze ataki lotnicze wydłużą okresy niezdolności pancernika do walki i wpłyną deprymująco na jego załogę. Fraser z początku sprzeciwił się rozkazowi Cunninghama tłumacząc, że prawdopodobieństwo odniesienia sukcesu w następnych rajdach jest niewielkie, bowiem Niemcy z pewnością wzmocnili obronę „Tirpitza”, a warunki pogodowe raczej nie będą tak doskonałe, jak podczas operacji Tungsten. W końcu musiał ustąpić i 21 kwietnia Moore opuścił Scapa Flow, by zaatakować Kaafiord ponownie. Rajd, któremu nadano nazwę operacja Planet, został – z powodu fatalnej pogody nad celem – odwołany 24 kwietnia. Z tych samych przyczyn odwołano dwa inne ataki: operacje Brawn (15 maja) i Tiger Claw (28 maja). Dalsze naloty miały miejsce w lipcu i sierpniu. 17 lipca, podczas operacji Mascot, szczelnie okryty zasłoną dymną „Tirpitz” został zaatakowany przez 42 Barracudy i 40 myśliwców, ale żadna bomba nie trafiła. Cztery dalsze naloty z lotniskowców na Kaafiord (operacja Goodwood) miały miejsce pomiędzy 22 a 29 sierpnia, ale uszkodzenia pancernika okazały się niewielkie.
Pod koniec sierpnia uzgodniono, że Fleet Air Arm nie powinno próbować dalszych ataków, ponieważ Niemcy byli teraz w stanie postawić szczelną zasłonę dymną, nim powolne Barracudy mogły dolecieć do pancernika, a ponadto samoloty te nie mogły przenosić bomb na tyle dużych, by spowodować ciężkie uszkodzenia. Jednak, jako że wciąż myślano o zniszczeniu „Tirpitza”, zadanie powierzono lotnictwu bombowemu (RAF Bomber Command). 15 września armada ciężkich bombowców, po uzupełnieniu paliwa na północy ZSRR, zaatakowała Kaafiord powodując na pancerniku zniszczenia nie do usunięcia. Po tym rajdzie okręt został przeholowany w okolice Tromsø i zakotwiczony jako nieruchoma bateria obrony wybrzeża. Kolejny nalot ciężkich bombowców nastąpił 29 października, ale nie przyniósł dużych szkód. Dopiero trzeci rajd z 12 listopada 1944 roku spowodował, że „Tirpitz” został ugodzony kilkoma bombami Tallboy i wywrócił się do góry dnem pociągając ze sobą większość załogi.